# Vệ Khởi
Vệ quân Khởi (衛君起, trị vì 477 TCN), tên thật là Cơ Khởi (姬起), là vị quân chủ thứ 32 của nước Vệ - chư hầu của nhà Chu trong lịch sử Trung Quốc.
Theo Sử ký, ông là con của Vệ Linh công, vị vua thứ 28 của nước Vệ.
Năm 478 TCN, nước Tề đem quân đánh Vệ, đuổi Vệ Ban Sư. Người nước Vệ lập công tử Khởi lên làm vua.
Tuy nhiên Vệ quân Khởi ở ngôi chỉ được 1 năm thì bị đại phu Thạch Mạn đuổi sang nước Tề. Vệ Xuất công được đón về làm vua.
Sau không rõ ông mất năm nào.